# ZeRo
Gonzalo Raúl Barrios Castro (Chillán, 17 de abril de 1995), más conocido como ZeRo, es un jugador y streamer profesional chileno de Super Smash Bros. Fue considerado el mejor jugador de Super Smash Bros. para Wii U del mundo a lo largo de su carrera, con un récord de 56 victorias consecutivas en torneos entre noviembre de 2014 y octubre de 2015, incluidos torneos de alto perfil como EVO 2015 y The Big House 5. Antes del lanzamiento de Super Smash Bros. para Wii U, era uno de los mejores jugadores de Super Smash Bros. Brawl y Project M. Sus personajes más conocidos son Diddy Kong en Super Smash Bros. para Wii U, Pit en Project M, Meta Knight en Brawl y Fox en Melee. Es el único jugador que ha ganado más de 100 mil dólares jugando a Super Smash Bros. para Wii U de forma competitiva.
ZeRo se retiró de la competición profesional en enero de 2018 para centrarse en el streaming y "cerrar el capítulo" con Super Smash Bros. para Wii U. Tras las acusaciones de enviar mensajes sexuales a dos menores en 2014, los patrocinadores de ZeRo cortaron los lazos con él en julio de 2020 debido a que admitió las acusaciones. En septiembre de 2022, ZeRo resolvió la demanda presentada y revirtió algunas de las acusaciones mediante un fallo mixto de un juez.

## Vida y carrera

### 2005-2011: primeros años y torneos deSuper Smash Bros.
ZeRo nació en Chillán en 1995. Cuando era niño, ZeRo fue intimidado en la escuela y luego fue colocado en un programa de necesidades especiales. Debido a los problemas económicos de su familia y su propia ansiedad, abandonó la escuela durante tres años. Durante este tiempo, ZeRo recibió una Nintendo GameCube y jugaba Super Mario Sunshine mientras intentaba completarlo en el menor tiempo posible, así como también jugaba Super Smash Bros. Melee con su hermana mayor.
En 2006, ZeRo comenzó a competir en torneos de Super Smash Bros. Melee en su ciudad natal en una tienda de juegos local. En los años siguientes, ZeRo viajó regularmente entre Chile, Argentina y Estados Unidos para competir en torneos y eventos regionales e internacionales de Smash.
En 2011, la hermana de ZeRo murió a los 27 años debido a complicaciones de un aneurisma cerebral.

### 2011-2018: vVv Gaming y ascenso a los torneos deSmashprofesionales
Entre 2011 y 2012, después de competir en varios torneos de Super Smash Bros. Melee locales y regionales, ZeRo fue patrocinado por vVv Gaming, con sede en Los Ángeles. En 2012, comenzó a competir en eventos profesionales de deportes electrónicos, incluido el torneo Apex. A principios de 2014, se estimaba que ZeRo ganaba aproximadamente 40 mil dólares al año gracias a una combinación de premios en metálico, patrocinios y transmisiones de Twitch.
Luego, ZeRo se clasificó para el campeonato MLG Anaheim de 2014 y terminó en el puesto 17. Durante este tiempo, el sitio web Melee it on Me lo clasificó como el 35.º mejor jugador de Super Smash Bros. Melee del mundo. En junio de 2014, ganó el torneo por invitación de Super Smash Bros. para Wii U en la E3, ascendiendo en el grupo de ganadores y derrotando a Hungrybox en el primer torneo oficial del videojuego.
En noviembre de 2014, ZeRo criticó el estilo de juego repetitivo de Diddy Kong en Super Smash Bros. para Wii U, afirmando que Diddy estaba «matando el juego». Sin embargo, ZeRo luego se retractó de la declaración y afirmó que Diddy Kong era su personaje favorito para jugar, lo que finalmente llevó a que Diddy fuera su personaje principal en los torneos.
En el EVO 2015, ZeRo derrotó a Mr. R en el torneo de Super Smash Bros. para Wii U más grande hasta la fecha. Al mes siguiente, Team SoloMid anunció a ZeRo como el segundo jugador en su división de Super Smash Bros.
En The Big House 5, ZeRo se enfrentó en la final a Nairo de Team Liquid. A pesar de escapar por poco de las derrotas al principio del torneo y de una derrota durante el primer set contra Nairo, ZeRo terminó con una victoria por 3-2 en el segundo set.
En MLG World Finals 2015, ZeRo derrotó a Nakat, StaticManny, Ally y ESAM, y pasó a desafiar a Nairo en la final del grupo de ganadores. Allí, Nairo le quitó dos sets a ZeRo, poniendo fin al reinado de ZeRo con 56 victorias consecutivas.
ZeRo sufrió un crecimiento en el dedo medio a principios de 2016 que requirió extirpación quirúrgica y le impidió jugar Super Smash Bros. durante varios meses.

### 2018-presente: Patrocinios, acusaciones de conducta sexual inapropiada y corte de lazos
En enero de 2018, ZeRo anunció su pausa de la escena competitiva de Super Smash Bros., horas después de que volviera a ocupar el primer lugar en el Panda Global Rankings v4. Argumento su pausa debido a la necesidad de variación en su vida y sus objetivos. Sin embargo, durante este tiempo continuó activo en la comunidad de Super Smash Bros. y continuó transmitiendo en su canal de Twitch.
En noviembre de 2018, ZeRo anunció simultáneamente su regreso a la competencia profesional de Super Smash Bros. Ultimate y su fichaje por el equipo de deportes electrónicos Tempo Storm. ZeRo anunció un año después que había firmado un acuerdo exclusivo de derechos de transmisión con Facebook.
El 3 de julio de 2020, ZeRo anunció que se retiraría de la competencia profesional luego de acusaciones de enviar mensajes sexuales a menores cuando tenía 19 años, y que también pondría fin a todos sus patrocinios. Esto incluye un incidente en 2014, donde ZeRo supuestamente le pidió a «Katie», una niña de 14 años en ese momento, que se masturbara con hielo y tomara fotografías. Más tarde, ZeRo hizo una declaración en YouTube, diciendo que lo sentía y que estaba buscando terapia. Al día siguiente, Tempo Storm anunció que romperían los lazos con ZeRo, mientras que Facebook haría lo mismo el 5 de julio y Twitch el 23 de julio.
Después de meses de silencio, el 23 de marzo de 2021, la entonces exnovia de ZeRo, Vanessa, anunció en Twitter que él había intentado suicidarse y fue enviado a recibir atención adicional después de ser tratado en un hospital. El 26 de abril de 2021, ZeRo informó a la comunidad que se recuperó exitosamente del hospital y que no tiene intención de intentar suicidarse nuevamente. El 16 de noviembre de 2021, ZeRo subió un vídeo a YouTube en el que afirmaba que volvería a crear contenido y se retractaba de su admisión anterior. El 30 de noviembre de 2021, ZeRo demandó a su excompañera de cuarto Jisu por difamación en relación con cuatro acusaciones que ella hizo contra él en 2020. El 9 de septiembre de 2022, ZeRo anunció que se había llegado a un acuerdo en la demanda. El 18 de octubre de 2024 hizo un directo anunciando que volvería a hacer directos de Super Smash Bros. Ultimate, pero esta vez exclusivamente en Youtube.

## Premios y honores
ZeRo fue considerado el tercer mejor jugador de Super Smash Bros. Brawl del mundo por el sitio Clash Tournaments en el SSBBRank 2014.
ZeRo fue clasificado como el mejor jugador de SuperSmash Bros. para WiiU del mundo en las primeras 4 ediciones del Panda Global Rankings (PGR) antes de su retiro.
En 2016, ZeRo apareció en el Libro Guinness de los Récords Mundiales en su edición «Gamer» por sus 56 victorias consecutivas en torneos de Super Smash Bros.